# Aglaonice (inslagkrater)
Aglaonice is een inslagkrater op Venus. Aglaonice werd in 1991 genoemd naar de Oud-Griekse astronome Aglaonice.
De krater heeft een diameter van 63,7 kilometer en bevindt zich in het quadrangle Lavinia Planitia (V-55). Aglaonice is de grootste van de drie kraters op Lavinia Planitia. In de onmiddellijke nabijheid bevinden zich ook Saskia en Danilova.